# Calila
Carlos Alberto Lopes Cabral (né le 31 mars 1972 à Lamego, au Portugal) est un ancien joueur de football portugais. Il a joué dans différents clubs portugais et autrichien au poste d'ailier droit.

## Carrière
Calila commence sa carrière avec le SG Sacavenense en deuxième division. Par la suite, il enchaîne différents clubs portugais, et réalise une très belle saison avec le SCU Torreense en deuxième division, en étant l'auteur de huit buts.
Calila éveille alors l'intérêt de plusieurs clubs et il rejoint l'Académica puis le Belenenses où il découvre la première division portugaise. Remplaçant à Belenenses, il ne s'y impose pas. Calila fait alors ses valises et enchaîne club après club portugais chaque saison, avant de tenter une aventure en Autriche - de courte durée - avec le BSV Bad Bleiberg où il remporte la Regionalliga Mitte (D3).
Calila fait ensuite son retour au Portugal. Cependant sa carrière régresse, ainsi il joue principalement en quatrième division et en division d'honneur avant de raccrocher les crampons à la fin de la saison 2008-09.

## Statistiques
| Saison                | Club                  | Championnat           | Championnat | Championnat | Coupe(s) nationale(s) | Coupe(s) nationale(s) | Total | Total |
| Saison                | Club                  | Division              | M.          | B.          | M.                    | B.                    | M.    | B.    |
| 1986-1987             | SG Sacavenense        | 2                     | -           | -           | -                     | -                     | 0     | 0     |
| Sous-total            | Sous-total            | Sous-total            | -           | -           | -                     | -                     | 0     | 0     |
| 1992-1993             | Beneditense CD        | 4                     | -           | -           | -                     | -                     | 0     | 0     |
| Sous-total            | Sous-total            | Sous-total            | -           | -           | -                     | -                     | 0     | 0     |
| 1993-1994             | SCU Torreense         | 2                     | 31          | 8           | -                     | -                     | 31    | 8     |
| Sous-total            | Sous-total            | Sous-total            | 31          | 8           | -                     | -                     | 31    | 8     |
| 1994-1995             | Académica de Coimbra  | 2                     | 15          | 1           | -                     | -                     | 15    | 1     |
| Sous-total            | Sous-total            | Sous-total            | 15          | 1           | -                     | -                     | 15    | 1     |
| 1995-1996             | CF Belenenses         | 1                     | 21          | 4           | -                     | -                     | 21    | 4     |
| 1996-1997             | CF Belenenses         | 1                     | 16          | 1           | -                     | -                     | 16    | 1     |
| Sous-total            | Sous-total            | Sous-total            | 37          | 5           | -                     | -                     | 37    | 5     |
| 1997-1998             | FC Felgueiras         | 2                     | 16          | 1           | -                     | -                     | 16    | 1     |
| Sous-total            | Sous-total            | Sous-total            | 16          | 1           | -                     | -                     | 16    | 1     |
| 1998-1999             | Imortal DC            | 3                     | -           | -           | -                     | -                     | 0     | 0     |
| Sous-total            | Sous-total            | Sous-total            | -           | -           | -                     | -                     | 0     | 0     |
| 1999-2000             | GD Alcochetense       | 3                     | -           | -           | -                     | -                     | 0     | 0     |
| Sous-total            | Sous-total            | Sous-total            | -           | -           | -                     | -                     | 0     | 0     |
| 1999-2000             | BSV Bad Bleiberg      | 3                     | -           | -           | -                     | -                     | 0     | 0     |
| Sous-total            | Sous-total            | Sous-total            | -           | -           | -                     | -                     | 0     | 0     |
| 2000-2001             | UR Mirense            | 4                     | -           | -           | -                     | -                     | 0     | 0     |
| Sous-total            | Sous-total            | Sous-total            | -           | -           | -                     | -                     | 0     | 0     |
| 2000-2001             | CD Pinhalnovense      | 4                     | -           | -           | -                     | -                     | 0     | 0     |
| Sous-total            | Sous-total            | Sous-total            | -           | -           | -                     | -                     | 0     | 0     |
| 2000-2001             | Lusitano Évora        | 3                     | 10          | 0           | 0                     | 0                     | 10    | 0     |
| Sous-total            | Sous-total            | Sous-total            | 10          | 0           | -                     | -                     | 10    | 0     |
| 2001-2002             | Vitória Sernache      | 4                     | -           | -           | -                     | -                     | 0     | 0     |
| Sous-total            | Sous-total            | Sous-total            | -           | -           | -                     | -                     | 0     | 0     |
| 2002-2003             | AD Fazendense         | 4                     | -           | -           | -                     | -                     | 0     | 0     |
| 2003-2004             | AD Fazendense         | 4                     | -           | -           | -                     | -                     | 0     | 0     |
| 2004-2005             | AD Fazendense         | 4                     | -           | -           | -                     | -                     | 0     | 0     |
| Sous-total            | Sous-total            | Sous-total            | -           | -           | -                     | -                     | 0     | 0     |
| 2004-2005             | CF Benfica            | 5                     | -           | -           | -                     | -                     | 0     | 0     |
| 2005-2006             | CF Benfica            | 4                     | -           | -           | -                     | -                     | 0     | 0     |
| Sous-total            | Sous-total            | Sous-total            | -           | -           | -                     | -                     | 0     | 0     |
| 2006-2007             | Seixal FC             | 5                     | -           | -           | -                     | -                     | 0     | 0     |
| Sous-total            | Sous-total            | Sous-total            | -           | -           | -                     | -                     | 0     | 0     |
| 2007-2008             | AC Arrentela          | 5                     | -           | -           | -                     | -                     | 0     | 0     |
| Sous-total            | Sous-total            | Sous-total            | -           | -           | -                     | -                     | 0     | 0     |
| 2008-2009             | GD Sesimbra           | 5                     | -           | -           | -                     | -                     | 0     | 0     |
| Sous-total            | Sous-total            | Sous-total            | -           | -           | -                     | -                     | 0     | 0     |
| Total sur la carrière | Total sur la carrière | Total sur la carrière | 109         | 15          | -                     | -                     | 109   | 15    |

## Palmarès
| Imortal DC - Championnat du Portugal D3 (1) : - Vainqueur : 1998-99 (Zona Sul) | BSV Bad Bleiberg - Championnat d'Autriche D3 (1) : - Vainqueur : 1999-00 (Regionalliga Mitte) | CF Benfica - Division d'honneur de l'AF Lisbonne (1) : - Vainqueur : 2004-05 |